# John M. Jumper
John Michael Jumper (født 1985) er en amerikansk kemiker og computervidenskabsmand. Han er direktør for Google DeepMind. Jumper og hans kolleger skabte AlphaFold, der er en kunstig intelligens (AI), der kan bruges til at forudsige proteinstrukturer fra deres minosyresekvens med høj præcision. Jumper har udtalt at AlphaFold teamet planlægger at udgive mere end 100 millioner proteinstrukturer.
Det videnskabelige tidsskrift Nature inkluderede Jumper, som en af de 10 "personer der betød noget" inden for naturvidenskab i deres årlige liste af Nature's 10 i 2021. Jumper og Demis Hassabis modtog halvdelen af nobelprisen i kemi i 2024 for forudsigelser af proteinstrukturer.